# Dinko Cerjak
Dinko Cerjak, slovenski inženir gozdarstva, * 26. julij 1895, Leskovec pri Krškem, † 15. januar 1981, Ljubljana. 
Po diplomi 1920 na zagrebški Kmetijsko-gozdarski fakulteti je delal na državnih gozdnih upravah na Gorenjskem, bil gozdni referent v Krškem in Novem mestu ter direktor Direkcije državnih gozdov v Ljubljani (1940-1945). Po osvoboditvi je na ministrstvu za gozdove LRS kot načelnik oddelka za gozdove organiziral mrežo gozdnogospodarskih obratov ter bil v letih 1951−1959 direktor Gozdarskega tehnikuma v Ljubljani.